# Anavra
Anavra (en griego: Ανάβρα) es un antiguo municipio de Grecia en la periferia de Tesalia en la unidad periférica de Ftiótide. En el censo de 2001 su población era de 987 habitantes.
Fue suprimido a raíz de la reforma administrativa del Plan Calícrates en vigor desde enero de 2011, e integrado en el municipio de Almyrós.